# Lavinia Gianoni
Lavinia Gianoni, née le 31 janvier 1911 à Pavie et morte le 27 juin 2005 dans la même ville, est une gymnaste artistique italienne.

## Carrière
Lavinia Gianoni remporte aux Jeux olympiques d'été de 1928 à Amsterdam la médaille d'argent du concours général par équipes féminin avec Bianca Ambrosetti, Luigina Perversi, Diana Pizzavini, Luigina Giavotti, Anna Luisa Tanzini, Carolina Tronconi, Ines Vercesi, Rita Vittadini, Virginia Giorgi, Germana Malabarba et Carla Marangoni.